# Tim Tebow
(en) Statistiques sur pro-football-reference
Timothy Tebow, dit Tim Tebow, est un joueur américain de football américain, né le 14 août 1987 à Makati (Philippines). Il a évolué au poste de quarterback puis celui de tight end dans la National Football League (NFL). Il a également joué au baseball professionnel.
Auteur d'une prestigieuse carrière universitaire avec les Gators de la Floride en NCAA, il est le premier joueur sophomore à se voir décerner un trophée Heisman, en 2007. Il reçoit également le Maxwell Award du meilleur joueur du pays, le Davey O'Brien Award du meilleur quarterback du pays, et le James E. Sullivan Award du meilleur athlète amateur tous sports confondus. Il remporte deux championnats universitaires en quatre saisons. A la fin de sa carrière, il est recordman de la Southeastern Conference à l' évaluation du quarterback et au nombre de touchdowns à la course.
Il est sélectionné au premier tour de la draft 2010 par les Broncos de Denver, pour lesquels il devient titulaire dès la saison 2011. Son style de jeu particulier, ses victoires souvent décrochées à l'arraché et sa forte personnalité en font l'un des joueurs les plus médiatiques du football américain à ce moment. Il est par la suite échangé aux Jets de New York en 2012, mais ne joue qu'une seule saison, recevant peu de temps de jeu, avant d'être libéré. Il tente des piges avec les Patriots de la Nouvelle-Angleterre et les Eagles de Philadelphie, mais sans succès.
En 2016, il poursuit une carrière professionnelle au baseball. Il signe avec l'organisation des Mets de New York et joue quelques saisons dans les ligues mineures avant de se retirer en 2021. Il tente ensuite de relancer sa carrière dans la NFL en tant que tight end et signe avec les Jaguars de Jacksonville.
Il se rend également célèbre pour être une personnalité particulière, notamment par l'expression répétée de sa piété religieuse.

## Biographie

### Carrière universitaire
Après avoir joué quarterback au lycée à Nease High School, il est devenu un joueur de premier plan et était classé parmi les meilleurs quarterbacks du pays. Après une lutte acharnée pour son recrutement, il a choisi l'Université de Floride plutôt que l'Université d'Alabama. Tebow, considéré comme une « double menace » adepte de la passe et de la course, a été utilisé lors de sa première année comme une alternative au quarterback des Gators Chris Leak. Sa contribution lors de la saison 2006 a été la clé permettant aux Gators de remporter leur premier championnat universitaire depuis 1996.

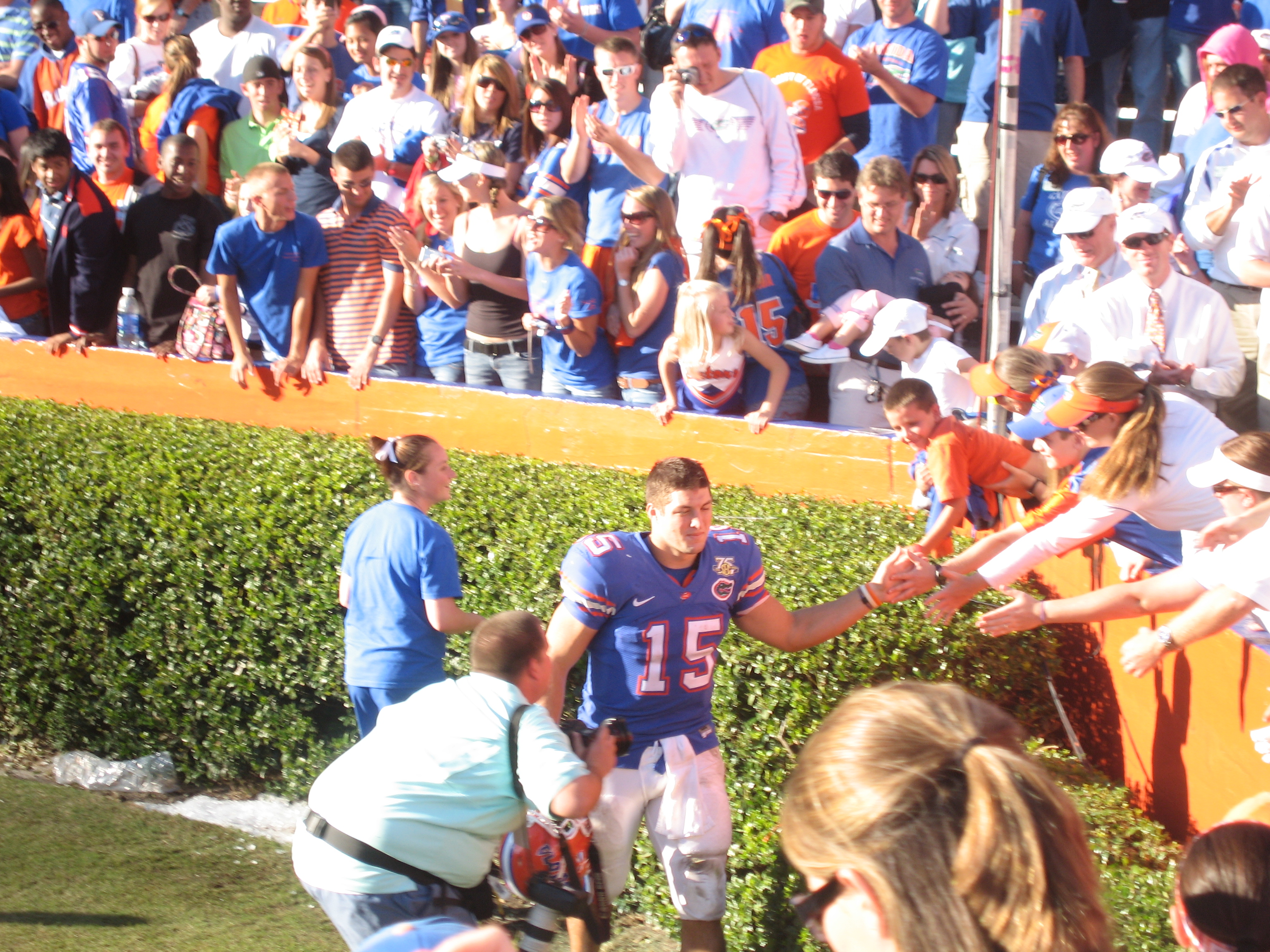
Tim Tebow le 17 novembre 2007 après la victoire des Gators contre Florida Atlantic

#### 2006
Tebow a débuté chez les Gators lors des tests Orange and Blue au printemps 2006, lançant pour 197 yards et 1 touché. L'entraineur Urban Meyer a déclaré que Chris Leak resterait le quarterback titulaire malgré les attentes et la performance de Tebow lors du match. Au début de la saison 2006, Sports Illustrated a élu Tebow comme étant le meilleur quarterback jouant à l'université.
Tebow a débuté en remplacement de Chris Leak sur une situation de touché contre les Golden Eagles de Southern Miss sur laquelle il a marqué le touché à la course. Son meilleur match a eu lieu contre les Tigers de LSU, où il est impliqué sur les trois touchés de l'équipe, en en lançant deux et en courant pour un autre. Tebow a joué un rôle dans la victoire des Gators face aux Buckeyes d'Ohio State lors du BCS National Championship Game 2007 en lançant 1 touché et en courant pour un autre.

#### 2007
Très attendu par le public et la presse, Tebow a été désigné comme quarterback titulaire pour la saison 2007. Il a fini la saison avec 3132 yards et 29 touchdowns. De plus, il a couru pour 838 yards et marqué 22 touchdowns en 11 matchs. Il a ainsi battu les records de la Southeastern Conference pour les touchdowns à la passe et à la course en une seule saison.
Lors de cette saison, Tim Tebow a en outre battu de nombreux records. Contre les Rebels d'Ole Miss, il a couru 166 yards, record de l'université pour un quarterback. Il bat le record de touchdowns marqués à la course par un quarterback dans la Southeastern Conference contre les Commodores de Vanderbilt. Contre les Owls de Florida Atlantic, il devient le premier joueur NCAA à marquer 20 touchdowns à la passe et à la course, ce qui le plaça en position de favori dans l'attribution du Heisman Trophy. Malgré la défaite des Gators face aux Michigan Wolverines dans le Capital One Bowl 2008, il porte son total de touchdowns marqués à 55.

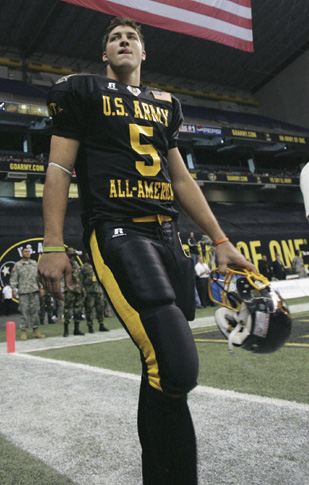
Tim Tebow en 2006

En décembre 2007, Tim Tebow a été récompensé par le trophée Heisman, finissant premier avec 1957 points et 462 premières places, devant Darren McFadden des Razorbacks de l'Arkansas et Colt Brennan des Warriors d'Hawaï. Il est le premier sophomore à gagner le trophée Heisman. Il a fini la saison avec 32 touchdowns à la passe et 23 à la course, ce qui lui permettra d'établir le nouveau record de touchés marqués à la course, dans l'histoire de la Southeastern Conference.

#### 2008
Désireux de protéger son joueur vedette, l'entraineur Urban Meyer a déclaré vouloir enlever de la pression des épaules de Tebow en utilisant deux Quarterbacks durant la saison 2008. Contre les Bulldogs de la Géorgie, il bat le record de l'université de touchés marqués à la course avec 37, record détenu par l'ancien Running back vedette Emmitt Smith. Les Gators ont par la suite remporté le BCS National Championship Game 2009 face aux Oklahoma Sooners sur le score de 24-14.
En décembre 2008, en dépit du fait qu'il ait reçu le plus de première places, Tim Tebow fini troisième de l'élection du trophée Heisman derrière Sam Bradford des Sooners de l'Oklahoma et Colt McCoy des Longhorns du Texas. Il a en outre remporté un second Maxwell Award, devenant ainsi le deuxième joueur à remporter deux fois ce trophée.
Tebow ne s'est pas présenté à la Draft 2009, et a préféré finir complètement sa carrière universitaire avant de se lancer en NFL.

### Carrière professionnelle au football américain

#### Avec les Broncos de Denver

##### 2010
Après une excellente carrière universitaire, et malgré quelques interrogations sur son niveau, il a été sélectionné dès le premier tour de la Draft 2010, en 25e position, par les Broncos de Denver. Il y conserve le numéro qu'il portait chez les Gators, à savoir le 15, et signe avec eux un contrat de 5 ans pour 11,25 millions de dollars.
Cette saison le met directement en concurrence avec Kyle Orton, quarterback titulaire des Broncos depuis la saison précédente. La compétition entre les deux tourne vite court, et Orton est maintenu titulaire au cours de cette saison, Tebow étant considéré comme un joueur en devenir. Tebow a tout de même l'occasion de recevoir quelques snaps, et inscrit le 17 octobre son premier touchdown professionnel contre les Jets de New York, à la course. Son premier touchdown à la passe est complété le 14 novembre, contre les Chiefs de Kansas City, match pour lequel il se voit décerner la récompense de rookie de la semaine.
Profitant d'une blessure de Kyle Orton et d'une élimination déjà assurée pour les play-offs, il est titularisé pour la première fois le 19 décembre, face aux Raiders d'Oakland. Malgré la défaite, il lance au cours de ce match pour 138 yards, un touchdown, et court pour 78 yards et un touchdown aussi, réalisant au niveau statistique la meilleure première titularisation d'un quarterback chez les Broncos. Il réitère cette performance la semaine suivante, cette fois-ci en décrochant une victoire 24-23 contre les Texans de Houston, après avoir lancé pour 308 yards et un touchdown, couru pour un autre, et rattrapé un retard de 17 points à la pause. Il est alors pour la seconde fois désigné rookie de la semaine.
Il termine la saison en ayant participé à 6 matchs, avant d'être titularisé pour les trois derniers, et totalise 654 yards à la passe, avec 5 touchdowns et 3 interceptions. Il a également engrangé à la course 227 yards pour 6 touchdowns.

##### 2011 etTebow mania

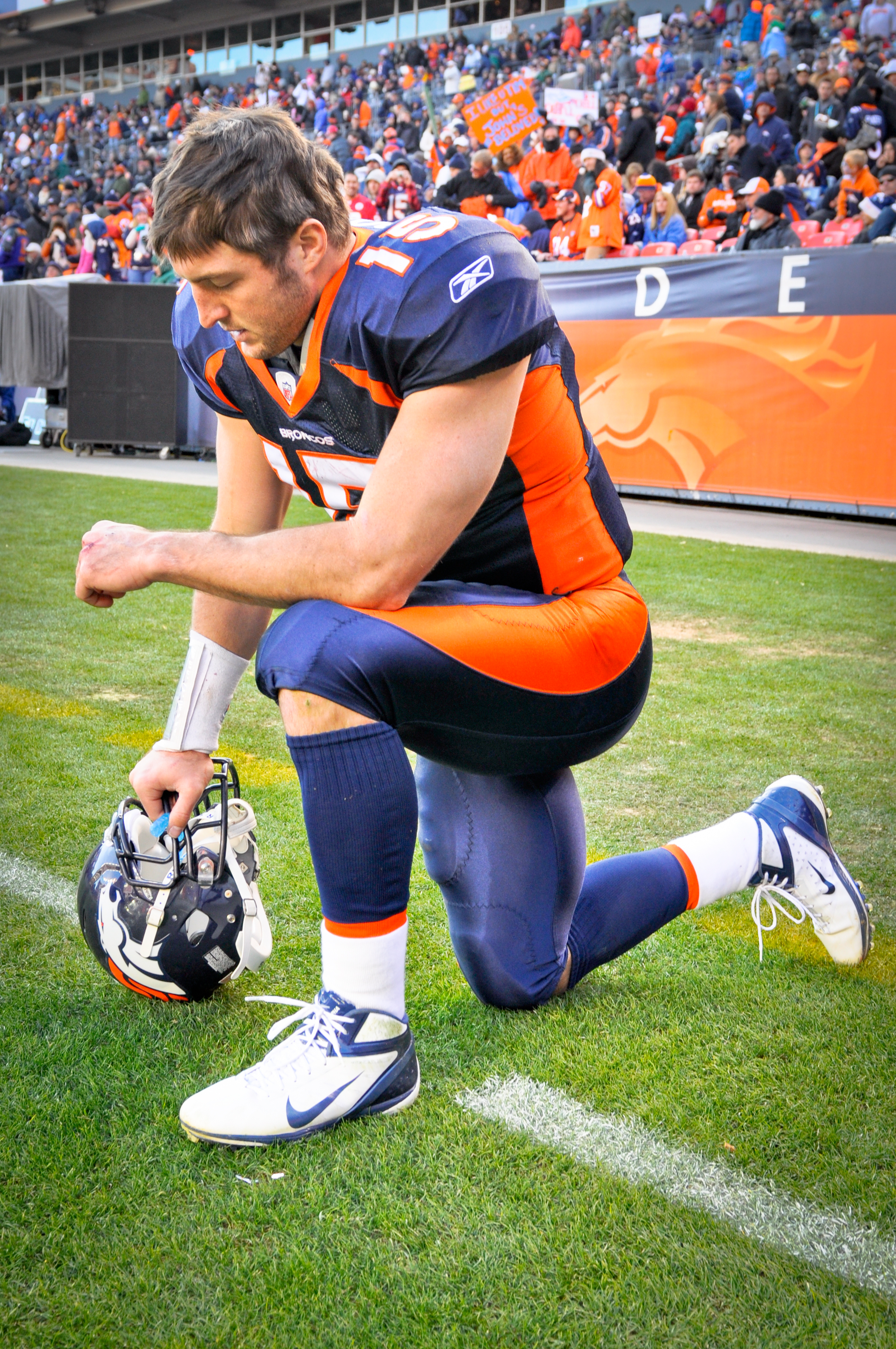
Tim Tebow.

Kyle Orton est maintenu titulaire des Broncos pour cette saison. Toutefois, après un bilan de 1-4 et des performances très moyennes, il est remplacé par Tebow, qui est désigné par John Fox comme quarterback titulaire pour le match suivant. Son premier match en tant que titulaire a lieu au cours de la 7e semaine, contre les Dolphins de Miami. Les Broncos sont dominés pendant la grande majeure partie du match, et à 3 minutes de la fin, le score est de 15 à 0 pour les Dolphins. Pourtant, Tebow orchestre un retour inédit dans l'histoire de la NFL et parvient à inscrire deux touchdowns et égaliser à quelques secondes du terme du match. Les Broncos remportent finalement la victoire par 18 à 15, pendant les prolongations. Cette victoire permet à Tebow d'être maintenu titulaire.
Les semaines suivantes, il enchaîne les performances moyennes d'un point de vue statistique, accompagnées toutefois de coups de génie qui forcent souvent la victoire. Ainsi, au cours d'un match contre les Chiefs, il ne complète que deux de ses huit tentatives de passe, mais sa seconde passe complétée entraîne un touchdown de plus de 50 yards qui offre la victoire à son équipe. Au match suivant contre les Jets, il rend une fiche médiocre de 9 passes complétées sur 20 pour seulement 104 yards, mais mène un drive final de 95 yards qui se conclut par un touchdown offrant une victoire par 13 à 10 aux Broncos. La semaine suivante, il signe une nouvelle victoire à l'arraché, 16 à 13 lors de la prolongation, contre les Chargers de San Diego. Et le match suivant, il fait encore gagner les Broncos au cours du dernier quart-temps, par une victoire 35-32 contre les Vikings du Minnesota.
Ces victoires in extremis, ainsi que sa personnalité particulière, entraînent une véritable vague médiatique autour de Tebow, appelée Tebow mania, qui se manifeste notamment par une importante présence sur les réseaux sociaux et d'information américains, ou encore par l'explosion des ventes de maillots à son nom. Tim Tebow devient alors un phénomène de société aux États-Unis. À cela s'attache la pratique du tebowing, soit de l'imitation de la posture particulière qu'il prend, à demi-agenouillé et la tête sur un bras, pour célébrer l'inscription d'un touchdown.
La fin de la saison se révèle toutefois plus compliquée après la 15e semaine, au cours de laquelle les Broncos perdent pour la première fois depuis que Tebow est à leur tête, contre les Patriots de la Nouvelle-Angleterre sur le score de 41 à 23. La semaine suivante, contre les Bills de Buffalo, les Broncos connaissent une nouvelle défaite, à la suite notamment de trois interceptions sur Tebow, dont deux retournées pour des touchdowns. Face aux Chiefs, ensuite, menés par l'ancien quarterback titulaire des Broncos Kyle Orton, il réalise le pire match de sa carrière en finissant avec une évaluation de 20,6 et une défaite 7 à 3. Malgré une nouvelle défaite au cours de la dernière journée, contre les Raiders, il parvient à faire remporter le titre de la division aux Broncos et à les qualifier pour leurs premières play-offs depuis 2005.
En play-offs, les Broncos reçoivent lors du match de wild-card les Steelers de Pittsburgh de Ben Roethlisberger. Après la fin de saison délicate des Broncos, ils ne sont pas donnés favoris. Pourtant, les Broncos parviennent à les éliminer au cours d'un match très serré, conclu dès la première action de la prolongation par une passe de 80 yards de Tebow pour Demaryius Thomas, qui donne la victoire à ces derniers sur le score de 29 à 23. Tebow rend au cours de ce match une fiche de 10 passes complétées sur 21, pour 316 yards et 2 touchdowns. Il signe aussi le record de la franchise pour l'évaluation d'un quarterback en play-offs (125,6) et le record NFL de yards par passes en play-offs (31,6 yards).
Lors du match suivant, les Broncos sont logiquement éliminés par les futurs finalistes du Super Bowl, les Patriots, sur le score de 45 à 10.

#### Avec les Jets de New York
Malgré ses succès sportifs et médiatiques, ainsi que du soutien du gestionnaire de la franchise, l'ancien quarterback John Elway, les Broncos se lancent durant l’inter-saison dans la course pour signer Peyton Manning, course qu'ils remportent. Tim Tebow ne faisant alors plus partie des plans de l'équipe pour la saison 2012, il est échangé le 21 mars 2012, avec un 7e tour de Draft 2012, aux Jets de New York, contre leurs 4e et 6e tours de Draft.
Désigné deuxième quarterback derrière Mark Sanchez au début de la saison, il est surtout utilisé au cours de special teams ou de formations de type Wildcat, en tant que coureur principalement. Les mauvaises performances de Sanchez créent toutefois un mouvement tant médiatique que chez les fans pour demander que Rex Ryan nomme Tebow à sa place de quarterback titulaire des Jets. Au cours de la 13e semaine, quand Ryan décide au cours d'un match contre les Cardinals de l'Arizona de changer de quarterback, Tebow est déjà blessé aux côtes et c'est le troisième quarterback, Greg McElroy, qui rentre à sa place et lance le touchdown de la victoire. Après cela, il est rétrogradé au rang de 3e quarterback de l'équipe, et termine la saison sans avoir entamé le moindre match en tant que quarterback titulaire.
Lors de la Draft 2013 de la NFL, les Jets sélectionnent au deuxième tour l'un des quarterbacks les plus en vue de la draft : Geno Smith. Cette sélection renforce l'idée que Tebow ne fait plus partie des plans de la franchise, ce qui se confirme le 29 avril quand il est finalement libéré par les Jets.

#### Tentatives les Patriots et les Eagles
Le 10 juin 2013, Tebow s'engage avec les Patriots de la Nouvelle-Angleterre, à la surprise générale dans la mesure où son avenir professionnel semblait incertain. Il y retrouve notamment Josh McDaniels, actuel coordinateur offensif des Patriots, qui l'avait sélectionné en 2010 avec les Broncos.
Le 31 août 2013, Tim Tebow est coupé par les Patriots et se retrouve donc sans équipe à moins d'une semaine de la reprise de la saison.
Le 20 avril 2015, Tim Tebow signe un contrat d'un an avec les Eagles de Philadelphie, alors que son dernier match joué en NFL remonte en 2012 avec les Jets. Il est libéré le 5 septembre 2015 avant le début de la saison.

### Carrière dans le baseball

#### 2016
En août 2016, Tebow annonce qu'il est intéressé pour avoir une carrière dans le baseball professionnel. Il invite les 30 équipes du baseball majeur pour leur montrer ses talents. Tebow n'avait pas joué au baseball depuis 2005, son avant-dernière année à l'école secondaire. A ce moment, il avait été sur l'équipe toute-étoile de son état et les Angels d'Anaheim avaient exprimé leur intérêt pour jouer son année senior. Il a un essai avec les Dodgers de Los Angeles avant la saison 2016 de la Ligue majeure de baseball. Le 9 août, il reçoit des offres de deux équipes de ligues indépendantes. Ce sont les Boomers de Schaumburg, une équipe de Ligue Frontière et les Blue Crabs de Southern Maryland de l'Atlantic League of Professional Baseball,,. Le 29 août, il reçoit une offre des Águilas del Zulia, équipe évoluant en Ligue vénézuélienne. Il effectue son tryout, le 30 août au Dedeaux Field de Los Angeles. 28 des 30 équipes de MLB sont là.
Le 8 septembre 2016, Tebow signe un contrat de ligue mineure avec les Mets de New York,,. A sa première apparition au bâton pour l'organisation le 28 septembre 2016, Tebow frappe un coup de circuit sur le premier lancer. Les Mets lui offre une place avec les Scorpions de Scottsdale de la ligue d'automne d'Arizona où il frappe pour une moyenne de .194 sur 70 passages au bâton et il se fait retirer sur 3 prises 20 fois.

#### 2017
Tebow passe le camp d'entraînement de 2017 des ligues mineures des Mets et fait quelques apparitions au camp des ligues majeures,. Il commence la saison 2017 avec les Fireflies de Columbia, une équipe de Class A de la South Atlantic League.
Le 6 avril 2017, Tebow frappe un coup de circuit à sa première apparition au bâton pour les Fireflies qui affronte les GreenJackets d'Augusta. Il frappe pour .222 avec 3 circuits et 23 points produits. Le 25 juin, les Mets promeuvent Tebow aux Mets de St. Lucie une équipe de Classe A-Forte dans la Ligue de l'État de Floride. Encore une fois, il frappe un coup de circuit lors de son premier match avec son nouveau club, le 28 juin. Tebow aligne 12 parties consécutives avec au moins un coup sûr entre le 3 et le 14 juillet. Sa performance dans la Class A lui vaut d'être considéré comme un joueur prometteur par le journaliste Mike Vaccaro du New York Post.
Avec la présence de Tebow dans leur effectif, les Mets de St. Lucie Mets enregistrent un nombre record de spectateurs à leurs matches pour une saison avec plus de 122 000 partisans en date du 28 août 2017. Tebow finit la saison avec St. Lucie, frappant pour .231 avec 5 circuits et 57 retraits sur trois prises en 216 apparitions au bâton. Tebow dit qu'il veut continuer aux Mets pour une autre saison.

#### 2018
Le 19 janvier 2018, les Mets annoncent qu'ils invitent Tebow au camp des ligues majeures. En dépit d'une prestation faible au camp d'entraînement (1 en 18 avec 11 retraits sur 3 prises), les Mets promeuvent Tebow dans leur équipe Double-A, les Rumble Ponies de Binghamton qui évoluent dans l'Eastern League. Le 5 avril, Tebow frappe de nouveau un coup de circuit à sa première apparition au bâton avec sa nouvelle équipe. Avec deux hommes sur les buts, il frappe le premier lancer au-dessus de la clôture de champ droit.
Le 29 Juin, Tebow est nommé sur l'équipe d'étoiles de la ligue Eastern. A ce moment-là, sa moyenne au bâton est de .261 avec notamment une moyenne de .323 lors des vingt-et-une dernières parties. Lors de la partie d'étoiles, qui se déroule le 11 juillet, Tebow obtient un coup sûr en 4 présences en tant que frappeur désigné de l'équipe de l'Est. Le 23 juillet, les Mets annoncent que Tebow a une fracture de l'os hamatum à sa main droite. Cette fracture nécessite une opération qui l'oblige à stopper sa saison.

#### 2019
En novembre 2018, les Mets assignent Tebow aux Mets de Syracuse, équipe de Classe AAA de la Ligue internationale. Il passe le camp d'entraînement de printemps de 2019 avec les Mets de New York et retourne à Syracuse pour le début de la saison régulière 2019. Le 18 mai 2019, les Mets de Syracuse offre une statuette (bobblehead) de Tebow aux 1 000 premiers partisans à arriver au stade. Entre le 28 juin et le 5 juillet, Tebow frappe 3 coups de circuits en 6 parties, sa meilleure séquence en tant que joueur de baseball professionnel. Le 21 juillet, Tebow se blesse à l'auriculaire de la main gauche en attrapant une balle au champ extérieur. Cette blessure nécessite 8 points de sutures et met un terme à sa saison.

#### 2020
Le 25 février, Tebow frappe son coup de circuit lors d'une partie du camp d'entraînement avec l'équipe de la ligue majeure, un circuit de 2 points contre le releveur des Tigers de Détroit, Alex Wilson.

#### 2021
Le 17 février, Tebow et les Mets annoncent qu'il se retire définitivement du baseball professionnel.

### Retour au football américain
Six ans après avoir été en dehors du football américain, il tente un retour dans la NFL le 20 mai 2021 en signant un contrat d'un an avec les Jaguars de Jacksonville afin de jouer à la position de tight end et retrouve Urban Meyer, son entraîneur avec les Gators devenu entraîneur principal des Jaguars.
Après un premier match de présaison, il est coupé de la franchise.

## Statistiques

### Université
| Année  | Équipe  | Statut | MJ |         | Passes   | Passes | Passes | Passes | Passes | Passes | Passes  |       | Courses | Courses | Courses | Courses |
| Année  | Équipe  | Statut | MJ | Tentées | Réussies | Pct.   | Yards  | TD     | Int.   | Éval.  | Tentées | Yards | Moy.    | TD      |         |         |
| 2006   | Floride | Fr     | 14 | 33      | 22       | 66,7   | 358    | 5      | 1      | 201,7  | 89      | 469   | 5,3     | 8       |         |         |
| 2007   | Floride | So     | 13 | 350     | 234      | 66,9   | 3 286  | 32     | 6      | 172,5  | 210     | 895   | 4,3     | 23      |         |         |
| 2008   | Floride | Jr     | 14 | 298     | 192      | 64,4   | 2 747  | 30     | 4      | 172,4  | 176     | 673   | 3,8     | 12      |         |         |
| 2009   | Floride | Sr     | 14 | 304     | 213      | 70,1   | 2 895  | 21     | 5      | 155,6  | 217     | 910   | 4,2     | 14      |         |         |
| Totaux | Totaux  | Totaux |    | 995     | 661      | 66,4   | 9 285  | 88     | 16     | 170,8  | 692     | 2 947 | 4,3     | 57      |         |         |

### NFL
| Année  | Équipe            | MJ     |         | Passes   | Passes | Passes | Passes | Passes | Passes | Passes  |       | Courses | Courses | Courses | Courses |  | Fumbles | Fumbles |
| Année  | Équipe            | MJ     | Tentées | Réussies | Pct.   | Yards  | TD     | Int.   | Éval.  | Tentées | Yards | Moy.    | TD      | Nb.     | Perdus  |  |         |         |
| 2010   | Broncos de Denver | 9      | 82      | 41       | 50,0   | 654    | 5      | 3      | 82,1   | 43      | 227   | 5,3     | 6       | 1       | 0       |  |         |         |
| 2011   | Broncos de Denver | 14     | 271     | 126      | 46,5   | 1 729  | 12     | 6      | 72,9   | 122     | 660   | 5,4     | 6       | 13      | 6       |  |         |         |
| 2012   | Jets de New York  | 12     | 8       | 6        | 75,0   | 39     | 0      | 0      | 84,9   | 32      | 102   | 3,2     | 0       | 0       | 0       |  |         |         |
| Totaux | Totaux            | Totaux | 361     | 173      | 47,9   | 2 422  | 17     | 9      | 75,3   | 197     | 989   | 5,0     | 12      | 14      | 6       |  |         |         |

| Année  | Équipe            | MJ     |         | Passes   | Passes | Passes | Passes | Passes | Passes | Passes  |       | Courses | Courses | Courses | Courses |  | Fumbles | Fumbles |
| Année  | Équipe            | MJ     | Tentées | Réussies | Pct.   | Yards  | TD     | Int.   | Éval.  | Tentées | Yards | Moy.    | TD      | Nb.     | Perdus  |  |         |         |
| 2011   | Broncos de Denver | 2      | 47      | 19       | 40,4   | 452    | 2      | 0      | 90,0   | 15      | 63    | 4,2     | 1       | 1       | 1       |  |         |         |
| Totaux | Totaux            | Totaux | 2       | 47       | 19     | 40,4   | 452    | 2      | 0      | 90,0    | 15    | 63      | 4,2     | 1       | 1       |  |         |         |

### Baseball
| Saison | Équipe                      | G   | AB   | R   | H   | 2B | 3B | HR | RBI | SB | BA    |
| ------ | --------------------------- | --- | ---- | --- | --- | -- | -- | -- | --- | -- | ----- |
| 2016   | Scorpions de Scottsdale     | 19  | 62   | 6   | 12  | 3  | 0  | 0  | 2   | 1  | 0.194 |
| 2017   | Fireflies de Columbia       | 62  | 216  | 21  | 50  | 10 | 1  | 5  | 29  | 2  | 0.232 |
| 2017   | Mets de St. Lucie           | 64  | 214  | 29  | 47  | 14 | 1  | 3  | 23  | 0  | 0.220 |
| 2018   | Rumble Ponies de Binghamton | 84  | 271  | 32  | 74  | 14 | 1  | 6  | 26  | 1  | 0.273 |
| 2019   | Mets de Syracuse            | 77  | 239  | 25  | 39  | 10 | 0  | 4  | 19  | 2  | 0.163 |
| Totaux | Totaux                      | 306 | 1002 | 113 | 222 | 51 | 3  | 18 | 109 | 6  | 0.222 |

## Récompenses notables
- 2007 :
  - Vainqueur du trophée Heisman
  - Vainqueur du  Davey O'Brien Award
  - Vainqueur du Maxwell Award
  - Vainqueur du James E. Sullivan Award récompensant le meilleur athlète amateur du pays
  - Joueur de l'année pour Associated Press
  - Quarterback de l'année de la NCAA
  - Finaliste du Manning Award
- 2008 :
  - Finaliste du trophée Heisman
  - Vainqueur du Maxwell Award
  - Vainqueur du Manning Award
  - MVP du SEC Championship Game 2008
- 2009 :
  - Finaliste du trophée Heisman
  - Joueur universitaire de la décennie selon Sports Illustrated
- 2010 :
  - Deux fois rookie de la semaine (semaines 10 et 16)